# Paul Le Flem

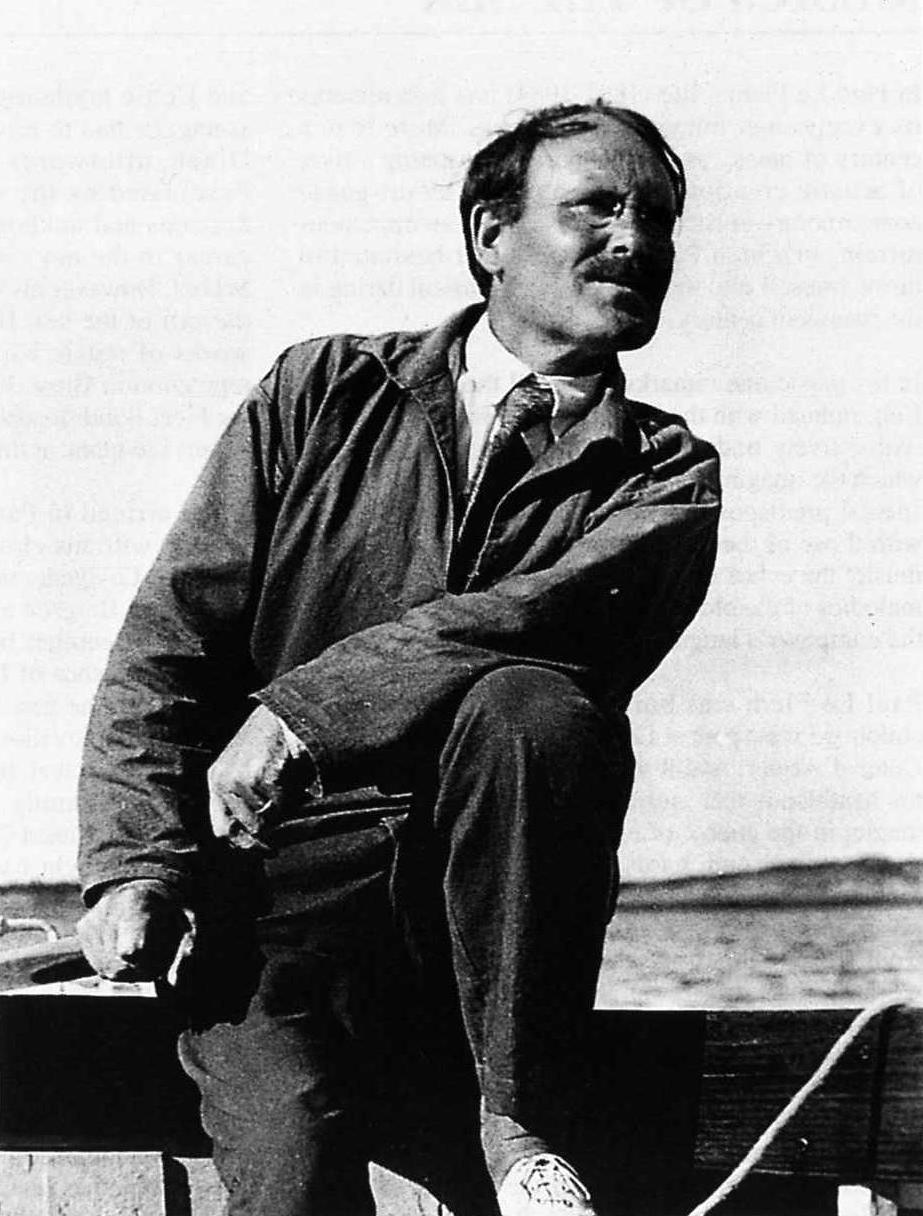
Paul Le Flem

Paul Le Flem (* 18. März 1881 in Radon (Orne); † 31. Juli 1984 in Tréguier) war ein französischer Komponist.

## Leben
Le Flem studierte an der Schola Cantorum Paris und am Pariser Konservatorium bei Albert Roussel, Vincent d’Indy, Alexandre Jean Albert Lavignac und Amédée Henri Gustave Noël Gastoué. 1924 wurde er Chormeister der Opéra-Comique. Von 1925 bis 1949 war er Dirigent der Chanteurs de Saint-Gervais. Gleichzeitig wirkte er als Kontrapunktlehrer an der Schola Cantorum. Sein letztes Werk, Préludes pour Orchestre, blieb aufgrund fortschreitender Erblindung unvollendet; nur drei von sieben geplanten Präludien wurden fertiggestellt. Er verstarb 103-jährig in Tréguier.

## Stil
Obwohl der Komponist über 100 Jahre alt wurde, ist sein Werkverzeichnis nicht allzu umfangreich, was vor allem in mehreren längeren Schaffenspausen begründet ist. Le Flem schrieb Opern (z. B. La magicienne de la mer und Aucassin et Nicolette), vier Sinfonien, das sinfonische Triptychon Für die Toten, eine Fantasie für Klavier und Orchester, ein Konzertstück für Violine und Orchester, kammermusikalische Werke, sowie einige Chöre und Lieder.
Paul Le Flem war zu Beginn seiner Karriere noch an der Spätromantik orientiert, besonders an seinem Lehrer d´Indy. Unter Einfluss Gabriel Faurés und Claude Debussys nahm er zunehmend impressionistische Elemente in seine Musik auf. In seinem Spätwerk (z. B. den Sinfonien 2–4) setzte er sich intensiv mit Mitteln der Bi- und Polytonalität auseinander. Auffällig an Le Flems Stil ist die Einbeziehung von melodischen Wendungen der Volksmusik seiner bretonischen Heimat, die den Kompositionen oft ein eigenartiges Kolorit verleiht.

## Werke (Auswahl)

### Orchestermusik
- Sinfonie Nr. 1 A-Dur (1906/08)
- Sinfonie Nr. 2 (1957/58)
- Sinfonie Nr. 3 (1967)
- Sinfonie Nr. 4 (1971/74)
- Pour les Morts („Für die Toten“), Sinfonische Dichtung (1912/20)
- Fantasie für Klavier und Orchester (1911)
- Konzertstück für Violine und Orchester (1964)

### Kammermusik
- Klavierquintett e-Moll (1905)
- Violinsonate g-Moll (1905)

### Opern
- Aucassin et Nicolette (1909)
- La magicienne de la mer (1947)